# Relações entre Reino Unido e Somália
As relações entre Reino Unido e Somália são as relações bilaterais entre o Reino Unido e a Somália.

## História

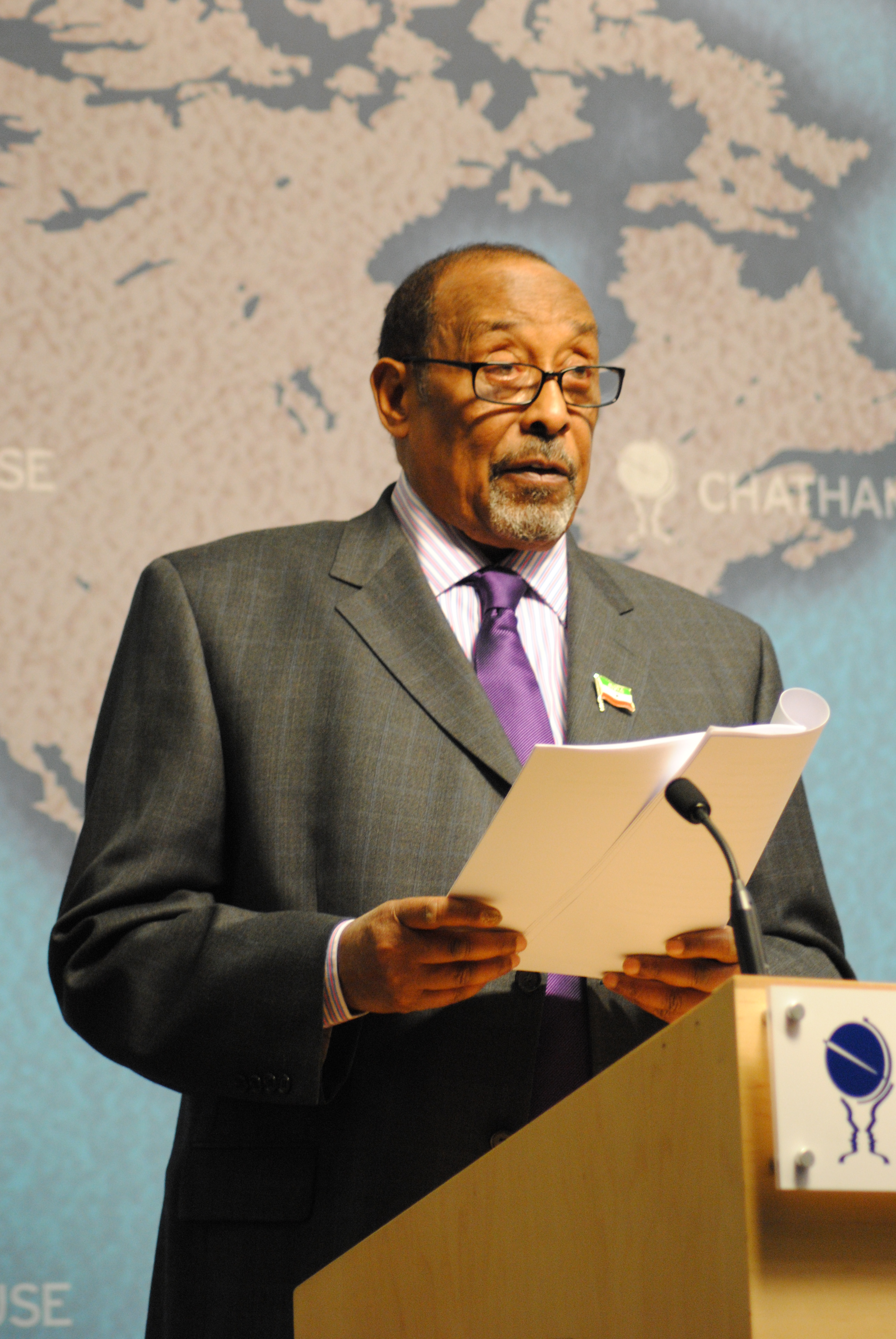
Ahmed Mohamed Mohamoud, o presidente da região autônoma da Somalilândia, no noroeste da Somália, discursando em um evento em Chatham House (novembro de 2010).

As relações entre os territórios da atual Somália e do Reino Unido datam do século XIX. Em 1884, a Grã-Bretanha estabeleceu o protetorado da Somalilândia Britânica no norte da Somália após a assinatura de sucessivos tratados  com os sultões somalis então governantes, tais como Mohamoud Ali Shire do Sultanato Warsangali. Em 1900, forças dervixes do líder religioso somali Sayyid Mohammed Abdullah Hassan ("Mulá Louco")  iniciaram um movimento de resistência de vinte anos contra as tropas britânicas. Essa campanha militar finalmente chegou ao fim em 1920, depois que a Grã-Bretanha bombardeou a capital dervixe de Taleh.
Após a Segunda Guerra Mundial, a Grã-Bretanha manteve o controle da Somalilândia Britânica e da Somália italiana como protetorados. Em 1945, durante a Conferência de Potsdam, as Nações Unidas concederam à Itália a tutela da Somália italiana, mas apenas sob supervisão rigorosa e sob a condição — inicialmente proposta pela Liga da Juventude Somali e outras organizações políticas somalis nascentes, como Hizbia Digil Mirifle Somali (HDMS) e a Liga Nacional Somali — que a Somália alcançaria a independência dentro de dez anos.  A Somalilândia Britânica continuaria a ser um protetorado da Grã-Bretanha até 1960.
Em 1948, sob a pressão de seus aliados da Segunda Guerra Mundial e para o desespero dos somalis, os britânicos "retornaram" os Haud (uma importante área de pastoreio somali que era presumivelmente "protegida" pelos tratados britânicos com os somalis em 1884 e 1886) e o Ogaden para a Etiópia, baseado em um tratado que assinaram em 1897 no qual os britânicos cederam o território somali ao imperador etíope Menelik em troca de sua ajuda contra as incursões de clãs somalis.  A Grã-Bretanha incluiu a ressalva de que os residentes somalis manteriam sua autonomia, porém a Etiópia imediatamente reivindicou a soberania sobre a área. Isto provocou uma oferta mal sucedida pelos britânicos em 1956 para comprar de volta as terras somalis que tinha transferido. A Grã-Bretanha também concedeu a administração do Distrito da Fronteira do Norte, quase exclusivamente somali, aos nacionalistas quenianos, apesar de um plebiscito informal demonstrando o desejo esmagador da população da região de se unir à recém-formada República Somali.

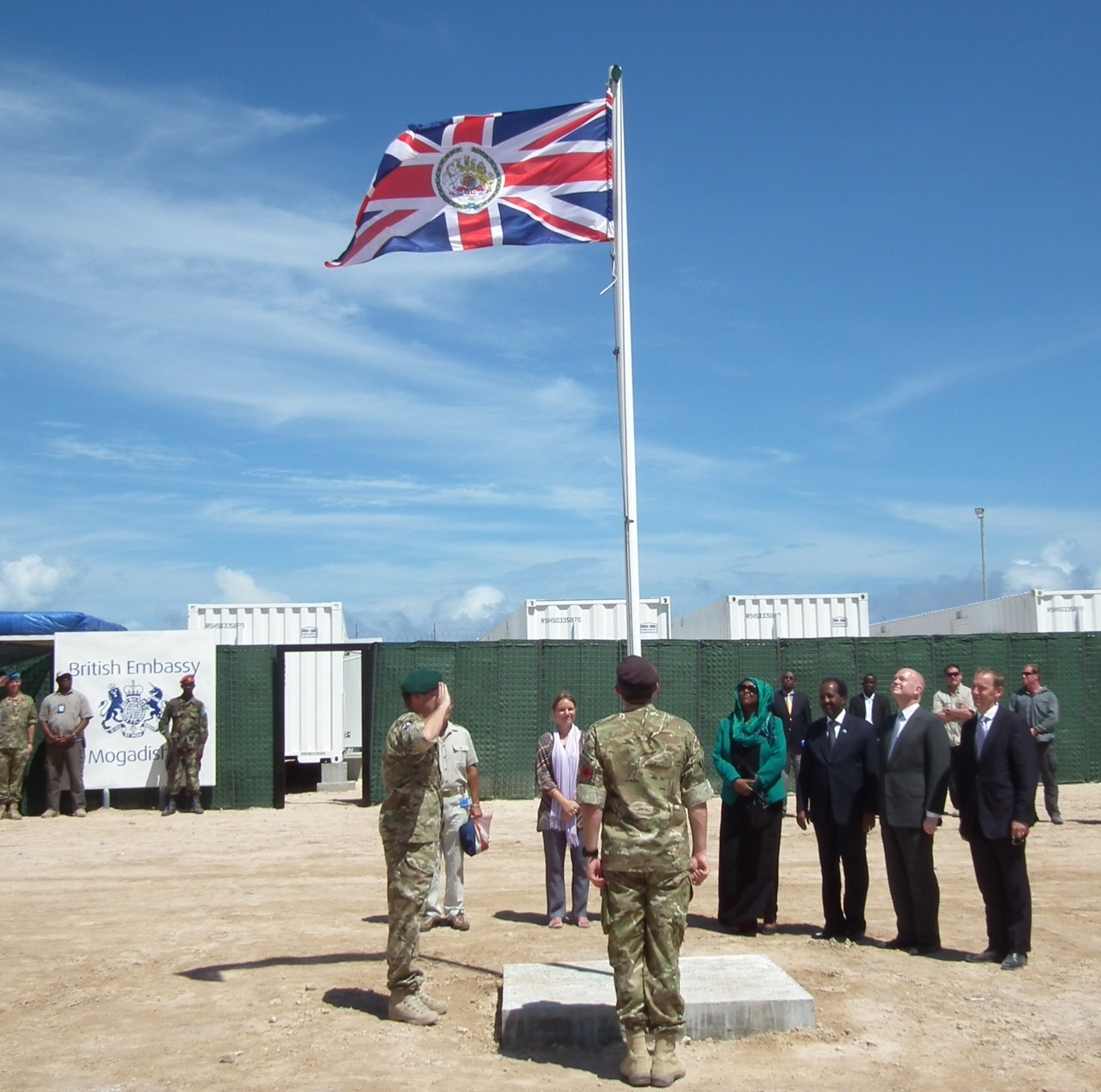
Um ano após a criação do Governo Federal da Somália em 2012, o Reino Unido tornou-se o primeiro país ocidental a reabrir sua embaixada no país desde 1991.

Em 1 de julho de 1960, a antiga Somalilândia Britânica e o Protetorado da Somalilândia (a antiga Somalilândia Italiana) uniram-se como previsto para formar a República Somali (Somália). Entre 1963 e 1968, o governo somali rompeu relações diplomáticas com as autoridades do Reino Unido devido a questão do Distrito da Fronteira do Norte. Mais tarde, restabeleceu relações após a ascensão ao poder do Conselho Revolucionário Supremo em 1969.
Após o colapso do governo central da Somália e o início da guerra civil em 1991, a embaixada do Reino Unido em Mogadíscio fechou. No período seguinte, o governo britânico manteve relações diplomáticas com o recém-formado Governo Nacional de Transição e seu sucessor, o Governo Federal de Transição. Também se comprometeu com as administrações regionais menores da Somália, como Puntlândia e Somalilândia, para assegurar uma ampla inclusão no processo de paz. Em 2012, as autoridades britânicas organizaram ainda a Conferência de Londres sobre a Somália para coordenar o apoio da comunidade internacional ao governo provisório da Somália.
Após a criação do Governo Federal da Somália em agosto de 2012, as autoridades britânicas reafirmaram o apoio contínuo do Reino Unido ao governo da Somália, sua integridade territorial e sua soberania.
No dia 23 de março de 2017, o ministro das Relações Exteriores do Reino Unido, Boris Johnson, presidiu uma reunião do conselho sobre a situação humanitária e política do país do Chifre da África diante das preocupações de fome que se avizinhavam. Uma semana antes, Johnson visitou Mogadíscio para conversar com o presidente somali Mohamed Abdullahi Mohamed sobre uma estratégia para evitar quaisquer crise.